# بنجامين كروس
بنجامين كروس (بالإنجليزية: Benjamin Cross)‏ هو ملحن أمريكي، ولد في 15 سبتمبر 1786، وتوفي في 1 مارس 1857.